# Karthago Airlines
Karthago Airlines var ett privatägt flygbolag med bas i Tunis, Tunisien som flög regelbundna charterflygningar till Europa. Dess huvudsakliga bas var Djerba-Zarzis flygplats, men de flesta av flygningarna gick från Tunis-Carthage International Airport

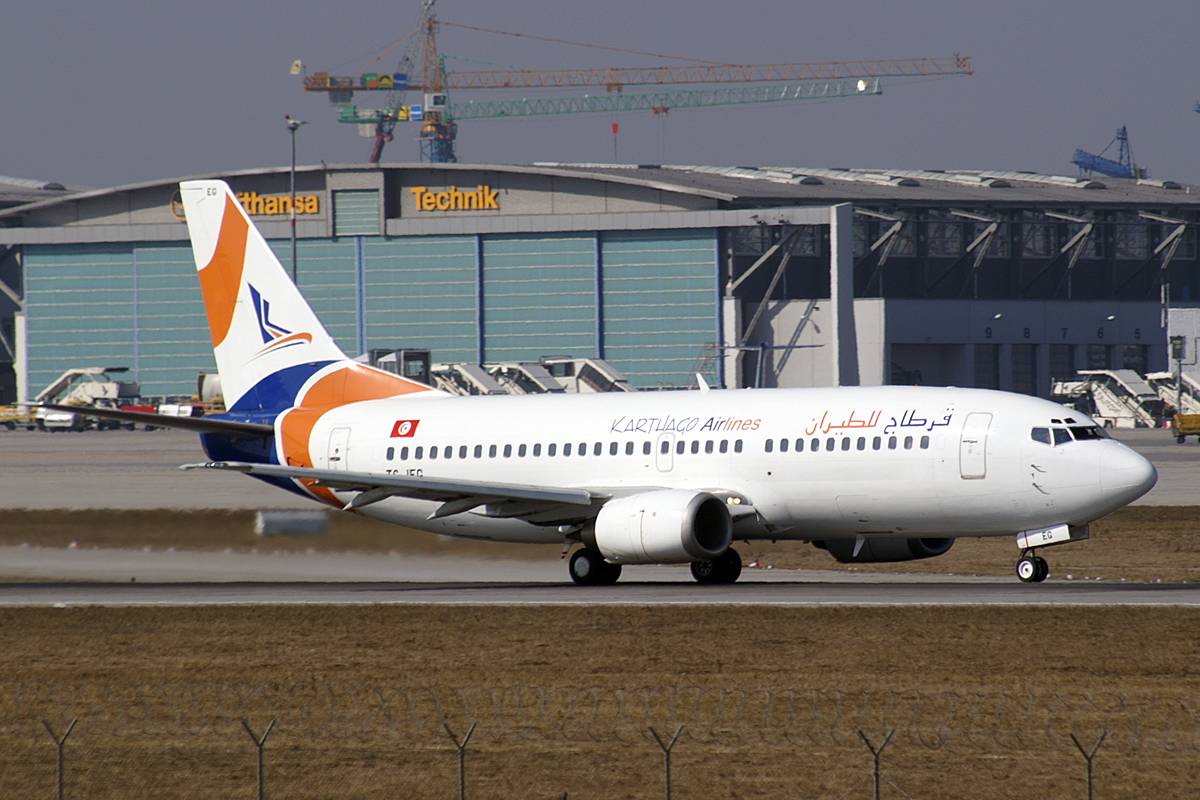
En Boeing 737-300 från Karthago Airlines på Stuttgarts flygplats 2006.

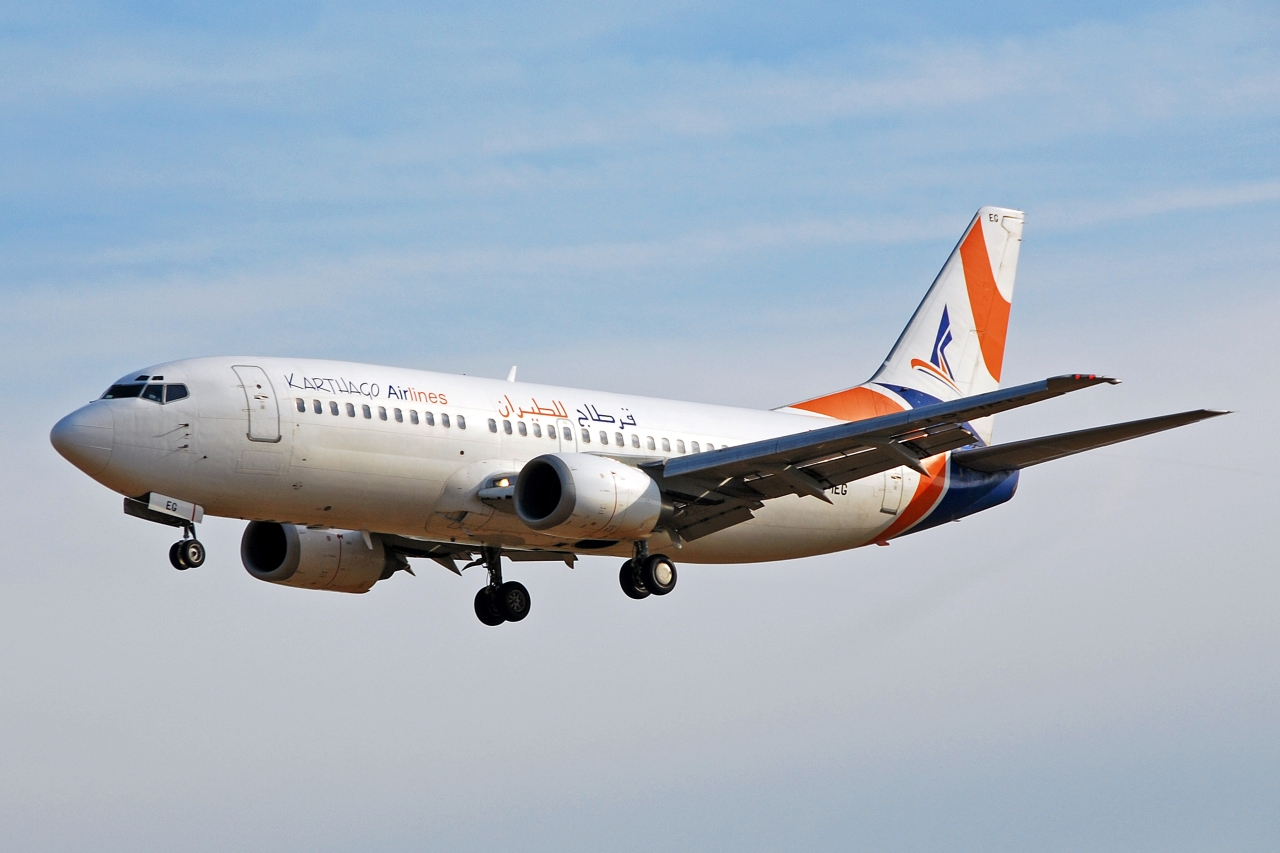
En Boeing 737-300 från Karthago Airlines landar på Bryssel-Zaventems flygplats.

## Historia
Flygbolaget grundades 2001 och ägdes av Karthago Group (58 procent) och resten av olika banker, försäkringsbolag och researrangörer. Bolaget ägde en andel i den egyptiska flygbolaget KoralBlue Airlines, som finns på Sharm el-Sheikh internationella flygplats.
I januari 2011 slogs bolaget ihop med Nouvelair Tunisie.

## Destinationer
Vintersäsongen 2010/11 flög Karthago Airlines till följande destinationer
- Danmark
  - Köpenhamn - Kastrup flygplats
- Sverige
  - Stockholm - Stockholm-Arlanda Airport
- Tunisien
  - Tunis - Tunis-Carthage International Airport 'base'

## Flotta
I januari 2011 bestod Karthago Airlines flotta av endast ett flygplan, en 21-årig Boeing 737-300, med 148 passagerarsäten i  ekonomiklass.